# ОДК-Сатурн

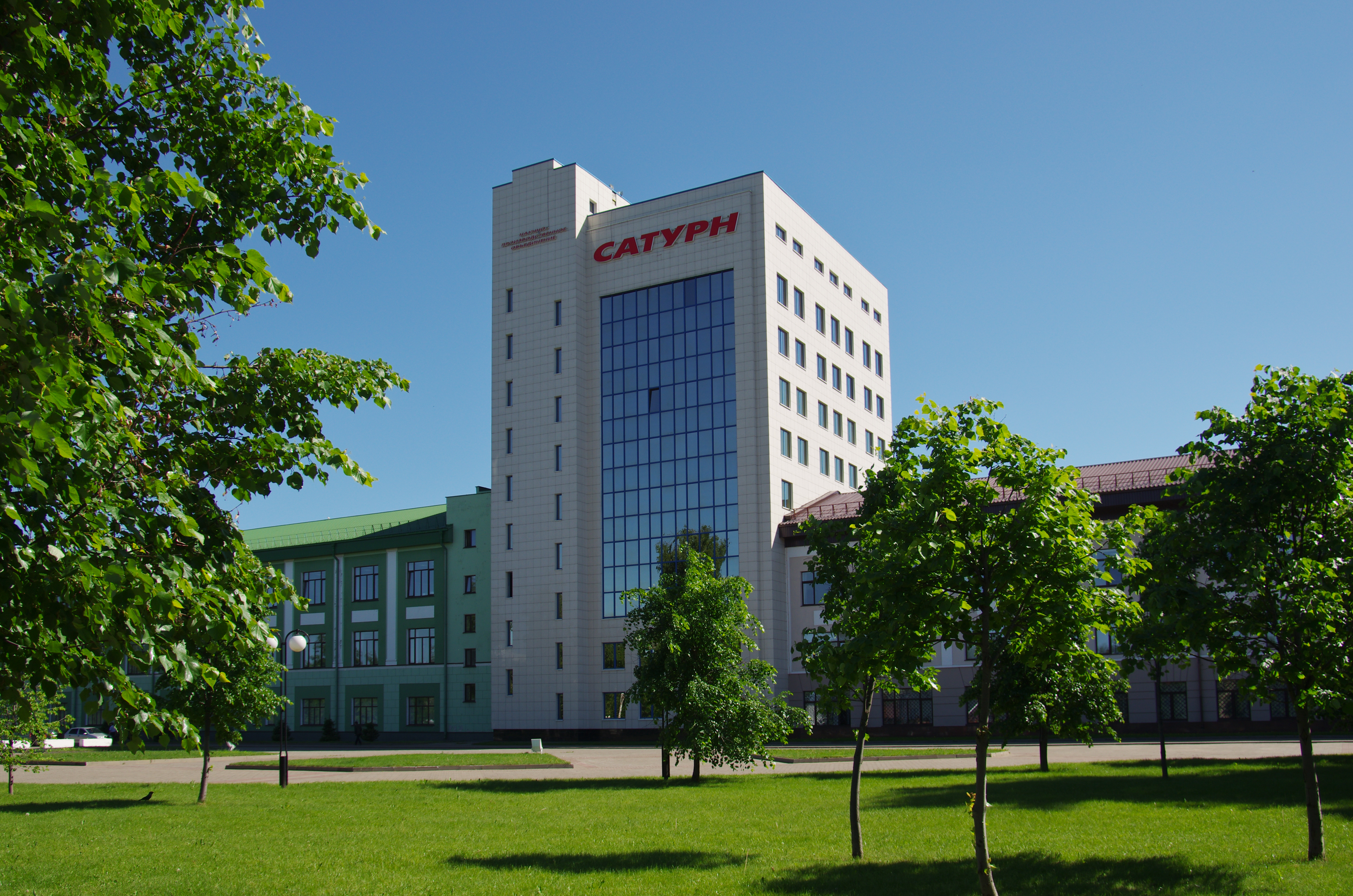
Офис ПАО «ОДК-Сатурн» в Рыбинске

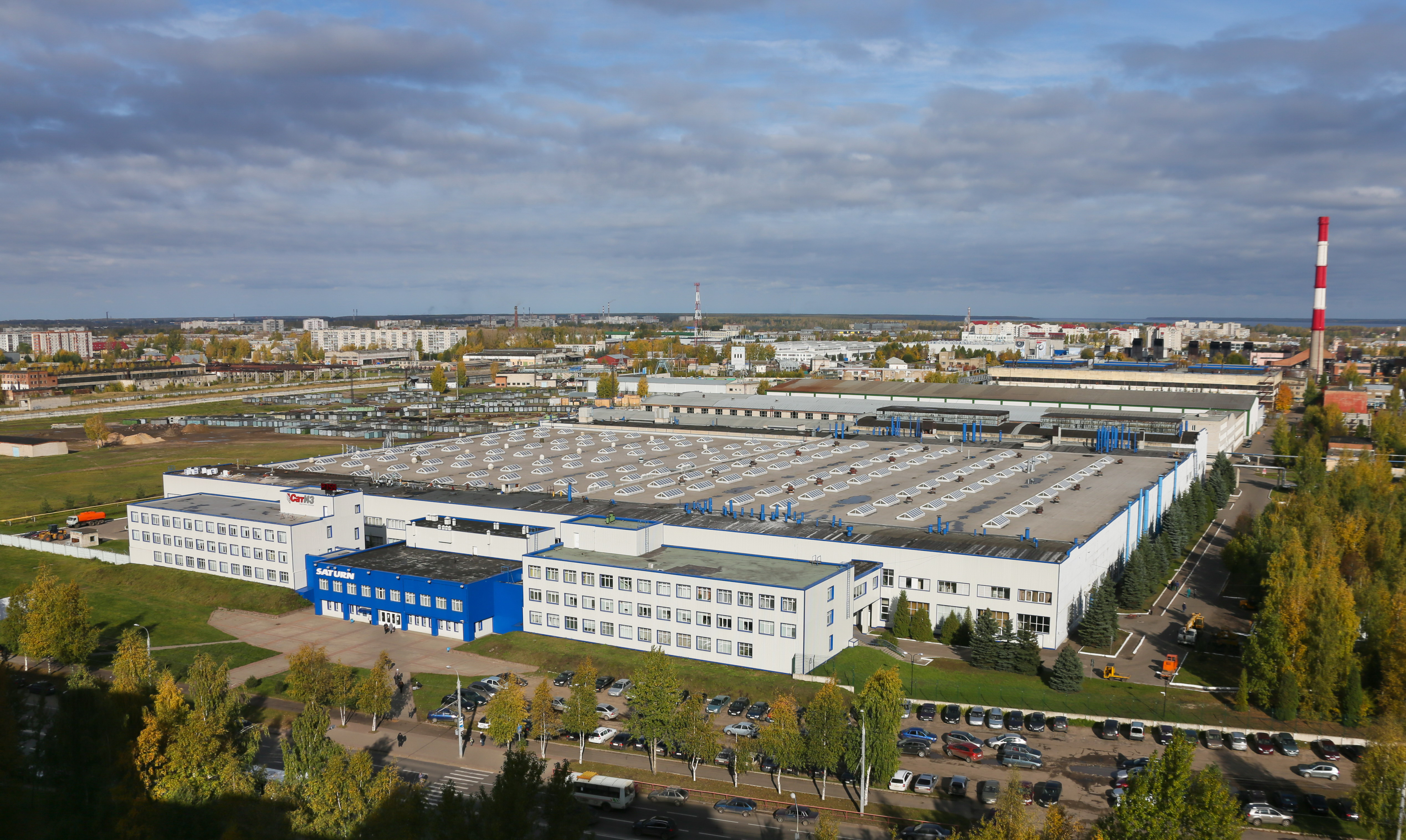
Производственные корпуса ПАО «ОДК-Сатурн» в Рыбинске

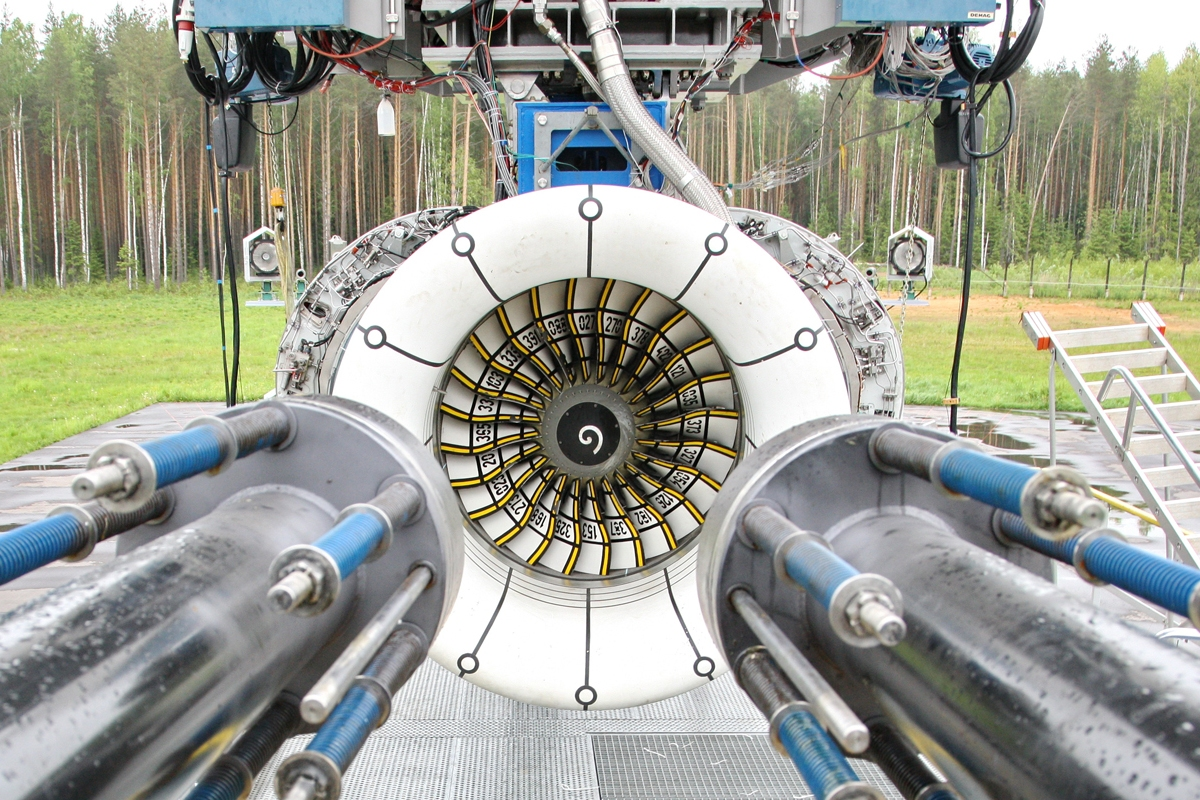
Двигатель SaM146 на открытом испытательном стенде

ПАО «ОДК-Сатурн» — российская двигателестроительная компания, специализирующаяся на разработке, производстве, маркетинге, продажах и послепродажном обслуживании газотурбинных двигателей (ГТД) для авиации, флота, энергогенерирующих и газоперекачивающих установок, морских и приморских промышленных объектов. Штаб-квартира и основное производство расположены в городе Рыбинске Ярославской области. Входит в состав Объединённой двигателестроительной корпорации (ОДК) Госкорпорации Ростех. С 2022 года, из-за вторжения России на Украину, «ОДК-Сатурн» находится под международными санкциями всех стран Евросоюза, США, Японии и ряда других государств.

## История
В 1916 году с высочайшего одобрения Николая II и на основе государственного кредита создан автомобильный завод в городе Рыбинске — АО «Русский Рено».
В 1918 году завод был национализирован большевиками на основании декрета Совнаркома.
В 1924 году решением Совета Народных Комиссаров (СНК) завод был передан в ведение Авиатреста для освоения и серийного производства новой для СССР продукции — авиационных двигателей. Завод переименован в «Государственный авиационный завод № 6».
В 1928 году с производством двигателя М-17 началась веха советского авиастроения. Двигатель предназначался для самолетов-разведчиков Р-5, тяжёлых бомбардировщиков ТБ-1 и ТБ-3, истребителя P-6, морского ближнего разведчика Бериева МБР-2 и др. Налажен ремонт и испытание авиамоторов «Лорен-Дитрих». За 10 лет было выпущено 8000 двигателей. В 1927 году Авиатрест был реорганизован, Рыбинский завод получил название государственный авиационный завод № 26 им. В. Н. Павлова.
В 1934 году завод начал осваивать новый двигатель М-100. В 1935 году руководителем конструкторских служб завода становится В. Я. Климов.
В 1936 году разработан новый двигатель М-103 для скоростных бомбардировщиков СБ. Предприятие было награждено орденом Ленина.
В 1938 году завод стал производить двигатели конвейерным способом. К началу 1941 года выпускалось 35 двигателей в сутки, в июне 1941 года уже 45 штук в сутки.
В 1939 году при Московском авиационном институте создано КБ-2 МАИ под руководством Г. С. Скубачевского. От КБ-2 МАИ берет начало Рыбинское конструкторское бюро моторостроения. В этот период разрабатываются двигатели М-105, М-105П, М-105ПФ.
В 1941 году Рыбинский завод № 26, КБ Климова и Рыбинский авиационный институт им. С. Орджоникидзе эвакуированы на площади Уфимского авиамоторного завода. Директором объединённого завода назначен Василий Петрович Баландин. Чуть позже из Воронежа приехали сотрудники КБ-2 МАИ, переименованного в Уфе в ОКБ-250. Руководителем ОКБ-250 стал В. А. Добрынин.
В 1942 году в Рыбинске возобновлено авиационное производство. Из Уфы вернулась часть специалистов и высококвалифицированных работников. Завод получил порядковый № 36. Во главе его встал Серафим Максимович Сова. В 1943 году ОКБ-250 также было переведено в Рыбинск. 18 января 1943 года было принято постановление ГКО СССР о производстве танковых дизелей на заводе № 26.
В 1944 году в Рыбинске начато освоение поршневого двигателя АШ-62ИР. До 1947 года этот двигатель производили для самолёта Ли-2, а в 1947—1949 годах — для Ан-2.
В 1948 году приступили к освоению серийного выпуска звездообразного двигателя АШ-73ТК А. Д. Швецова, который выпускался до 1957 года для Ту-4 и Ту-70, а двигатели АШ-73 без компрессора — на летающую лодку Бериева Бе-6.
В 1949 году создан самый мощный в СССР в те времена двигатель ВД-4К для стратегического бомбардировщика Ту-85, конструктор— В. А. Добрынин. ВД-4К стал переходным между поршневыми и газотурбинными двигателями. За его создание ряду сотрудников КБ и ЦИАМ в 1951 году была присуждена Государственная (Сталинская) премия первой степени.
В 1954 году началось производство дизельных двигателей Д-36 для тракторов «Беларусь».
В 1958 году начат серийный выпуск турбореактивного двигателя ВД-7Б конструкции В. А. Добрынина для стратегического бомбардировщика 3М (произведено около 1000 шт.), ВД-7М для сверхзвуковых бомбардировщиков Ту-22 и М-50.
В 1960 году директором завода назначен П. Ф. Дерунов, который внёс значительный вклад в укрепление и развитие предприятия. Под его руководством проводится модернизация предприятия: получены новые земельные площади под строительство цехов, завод получает новое оборудование для производства и оснастки деталей двигателя, что позволяет одновременно выпускать несколько видов авиационных двигателей. Главным конструктором КБ моторостроения в Рыбинске назначен П. А. Колесов. Под его руководством были созданы уникальные авиационные двигатели для самолётов, опередивших своё время, таких как бомбардировщик-ракетоносец Т-4, сверхзвуковой пассажирский самолёт Ту-144Д, многоцелевой истребитель ВВП Як-141.
В 1964 году начат выпуск турбореактивного двигателя РД −7М-2 для разведчика Ту-22Р. Таких двигателей было выпущено 1700 штук.
В 1966 году Рыбинский моторостроительный завод за заслуги в создании, производстве новой техники и успешное выполнение плана 1959—1965 годов был награжден орденом Ленина.
В 1967 году в РКБМ ведется разработка двигателя РД36-41. Самолёт Т-4 с четырьмя такими двигателями мог достигать скорости до 3200 км/ч. Двигатель РД36-41 в серии не был.
В 1968 году на заводе разработана и внедрена научная организация труда (НОТ). В рамках этой программы на заводе появились станки с ЧПУ, ЭВМ, информационно-вычислительный центр, производилось рационально прогнозирование производства продукции. К 1970 году на предприятии работало 35 000 человек.
В 1971 году начат выпуск двухконтурного турбореактивного двигателя Д-30КУ конструктора П. А. Соловьёв для флагмана отечественной гражданской авиации Ил-62М.
В 1972 году начинается производство двухконтурного турбореактивного двигателя Д-30КП для транспортного самолёта Ил-76 и его модификаций. Предприятие выпускало до 40 двигателей в месяц. На сегодняшний день выпущено порядка 10 000 двигателей этих модификаций.
После проведения в СССР Косыгинской реформы многие предприятия были переведены на хоз. расчёт. Большая часть выручки от продажи продукции Рыбинского завода стала оставаться в распоряжении предприятия. Эти средства тратились на развитие социальной сферы. Благодаря новому заводскому домостроительному комбинату в городе появилось более 2 млн. м² жилья, были построены футбольный и воднолыжный стадионы, плавательный бассейн, детские сады, базы отдыха. Население города Рыбинска на 1941 год составляло 150 000 человек, а к концу 1980-х годов составила 250 000 человек. Большой вклад в это внёс директор предприятия П. Ф. Дерунов.
В 1972 году на предприятии выпустили первые легендарные снегоходы «Буран». Также, на заводе был введен в эксплуатацию информационно-вычислительный центр (обеспечивший автоматизацию математических расчётов и около 300 технических и экономических процессов).
В 1973 году создан турбореактивный двигатель РД36-35ФВ/ФВР на палубный штурмовик Як-38. Было произведено 575 штук.
В 1975 году П. А. Колесов, имея опыт в разработке сверхзвуковых двигателей, создал альтернативу НК-144 с более экономичным расходом топлива. Это был двигатель РД36-51А для сверхзвукового пассажирского самолёта Ту-144Д. Это был первый в мире двигатель, который не имел форсажной камеры и позволял переходить на сверхзвуковую скорость. Выпущено 98 штук.
В 1981 году за освоение новой гражданской техники и серийный выпуск военной техники Рыбинский завод был награждён орденом Октябрьской Революции.
В 1983 году начат серийный выпуск турбореактивного двухконтурного двигателя Д-30КУ-154 (конструктора П. А. Соловьёва) для среднемагистрального пассажирского самолёта Ту-154М.
В 1987 году в РКБМ был разработан турбореактивный двигатель РД-48 для истребителя вертикального взлёта и посадки Як-141. Это был последний двигатель, в разработке которого участвовал П. А. Колесов, двигатель выпускался опытной партией.
В 1992 году Рыбинский моторостроительный завод преобразован в АООТ «Рыбинские моторы». ВМФ России определил РКБМ как основную базу по созданию отечественных морских ГТД.
В 1997 году генеральным директором ОАО «Рыбинские моторы» избран Ю. В. Ласточкин, возглавлявший предприятие 12 лет. В этот год завершено объединение ОАО «Рыбинские моторы» и Рыбинского конструкторского бюро моторостроения. Завод начал выпускать газовые турбины малой и средней мощности для энергетической и газовой отраслей.
В 1999 году имущественный комплекс бывшего рыбинского Волжского машиностроительного завода вошёл в состав ОАО «Рыбинские моторы».
В 2000 году предприятие посещает президент РФ В. В. Путин. Решением министерства обороны РФ ОАО «Рыбинские моторы» определено головным предприятием по разработке, серийному производству и ремонту всех корабельных ГТД и агрегатов на их основе для российского флота. В этот год разработана одновальная газовая турбина ДО49Р, а также успешно проводятся межведомственные испытания для получения сертификата соответствия на теплоэлектростанцию ГТЭС-2,5. Генеральным конструктором ОАО «Рыбинские моторы» назначен Кузьменко М. Л.
В 2001 году произошло слияние ОАО «Рыбинские моторы» и ОАО «А. Люлька — Сатурн», образовано ОАО "НПО «Сатурн». В этот год подписывается программа долгосрочного сотрудничества в области поставок газотурбинной техники между ОАО "НПО «Сатурн» и ОАО «Газпром».
В 2002 году получен сертификат типа Авиационного регистра Межгосударственного авиационного комитета на турбовинтовой газотурбинный двигатель ТВД-1500Б.
В 2003 году турбовентиляторный двухконтурный двигатель SaM146 выбран для установки на региональный самолёт RRJ (Sukhoi Superjet 100). Открыто совместное предприятие НПО «Сатурн» и Snecma — PowerJet — для управления маркетингом, производством, сертификацией и послепродажным обслуживанием двигателя SaM146. Успешно проведены межведомственные испытания ГТЭ-110 — первой российской газотурбинной энергетической установки мощностью более 100 МВт c газотурбинным двигателем ГТД-110. Получен сертификат типа Авиационного регистра Межгосударственного авиационного комитета на турбовальный двигатель РД-600В для многоцелевого вертолёта Ка-62. Получен сертификат типа Авиационного регистра Межгосударственного авиационного комитета по эмиссии на двигатель Д-30КУ-154 с малоэмиссионной камерой сгорания. Успешно проведены межведомственных испытаний и получен сертификат соответствия на энергетическую установку ГТА-6РМ.
В 2004 году проведены испытания газоперекачивающего агрегата ГПА-4РМ.
В 2005 году открыто «ВолгАэро» — совместное производственное предприятие ОАО "НПО «Сатурн» и Snecma Moteurs, открыты научно-технический центр в Санкт-Петербурге и инженерный центр в Перми. В этом году в состав ОАО "НПО «Сатурн» вошло ОАО "ПАО «Инкар». В 2005 году создана дочерняя компания "НПО «Сатурн» — «Русская механика» и Рыбинск стал единственным городом, который производит снегоходную технику для страны.
В 2006 году проведены испытания энергетической установки ГТА-8РМ. Проведен первый этап стендовых испытаний двигателя SaM146.
В 2007 году успешно проведены межведомственные испытания газоперекачивающих агрегатов ГПА-6,3РМ и ГПА-10РМ. РАО «ЕЭС России» и ОАО "НПО «Сатурн» подписали соглашение о сотрудничестве, направленное на широкое применение в российской электроэнергетике установок ГТЭ-110 и освоение их серийного выпуска. В Комсомольске-на-Амуре состоялась выкатка первого самолёта Sukhoi Superjet 100 с двигателями SaM146.
В 2008 году самолёт SSJ100 совершил свой первый испытательный полёт с двигателями SaM146. В 2008 году принято решение о вхождении ОАО "НПО «Сатурн» в состав ОАО «Управляющая компания „Объединённая двигателестроительная корпорация“» (ныне — АО «ОДК»).
В 2009 году управляющим директором ОАО "НПО «Сатурн» назначен И. Н. Фёдоров. Сдана первая партия двигателей Д-30КП-2 для Ту-154М производства ОАО "НПО «Сатурн» по контракту с инозаказчиком, подписанному в 2008 году.
В 2010 году получен сертификат типа EASA на двигатель SaM146-1S17. Это событие названо эпохальным. Впервые за всю историю отношений между Европой и Россией в аэрокосмической области авиационный двигатель, совместно разработанный и изготовленный во Франции и России, прошел сертификацию EASA.
В 2010 году генеральным конструктором ОАО "НПО «Сатурн» назначен Ю. Н. Шмотин.
В 2011 году начались коммерческие поставки двигателя SaM146 и эксплуатация самолёта SSJ100 авиакомпаниями — стартовыми заказчиками. ОАО "НПО «Сатурн» успешно провел приемочные испытания судового ГТД Е70/8РД. В 2011 году ОАО "НПО «Сатурн» продает свою дочернюю компанию «Сатурн — Газовые турбины», занимающуюся наземными промышленными программами, акционерному обществу «Объединённая двигателестроительная корпорация».
В 2012 году PowerJet получен сертификат типа EASA на двигатель SaM146 версии 1S18 (с увеличенной взлетной тягой) для регионально-магистрального самолёта SSJ100. Также получен сертификат EASA на производство серийных двигателей SaM146. Тем самым ОАО "НПО «Сатурн» подтвердило право самостоятельно организовывать работу по производству продукции для европейского рынка, поднадзорные производства на других предприятиях, самостоятельно выбирать поставщиков для двигателя SaM146.
В 2012 году линейка выпускаемых предприятием промышленных двигателей расширена новым высокоэффективным энергетическим двигателем ГТД-10РМЭ (КПД 34,93 %). В ноябре 2012 года ОАО «ОДК» принято решение о создании дивизиона Гражданских авиационных двигателей, в рамках которого ПАО "НПО «Сатурн» переданы полномочия на управление ОАО «Авиадвигатель» и ОАО «ПМЗ».
В 2013 году для энергообеспечения морских и приморских объектов на базе Е70/8РД создан двухтопливный газотурбоэлектрогенератор СГТГ-8 электрической мощностью 8МВт.
Состоялась передача первому заказчику самолёта SSJ100 с увеличенной дальностью с двигателями SaM146 версии 1S18. В этот год подписано инвестиционное соглашение с участием «РОСНАНО», «Интер РАО ЕЭС» и «ОДК» / НПО «Сатурн» по модернизации энергоустановок большой мощности на базе ГТД-110. Объём поставок двигателей SaM146 достиг 50 единиц в год, а с начала серийного производства произведено более 100 единиц.
В 2014 году ОАО "НПО «Сатурн» получило сертификат EASA на право технического обслуживания и ремонта двигателя SaM146 и стало первой компанией в стране, обладающей полным набором сертифицированных в России и в Европе компетенций по серийному производству, техническому обслуживанию и ремонту гражданских авиационных двигателей. ОАО "НПО «Сатурн» активно развивает производственную инфраструктуру и практически «строит новый завод», совершенствуя компетенции двигателестроения. Перед ОАО "НПО «Сатурн» поставлены задачи ускоренного производства газотурбинных двигателей в рамках импортозамещения и обеспечения заказов военной и гражданской техники.
В 2015 году Управляющий директором назначен Виктор Анатольевич Поляков.
В 2016 году ПАО "НПО «Сатурн» празднует 100-летний юбилей.
В мае 2017 года НПО Сатурн выкупило у РОСНАНО 49 % акций ЗАО «НИР», доведя своё владение до 100 %.
26 мая 2017 года решением внеочередного общего собрания акционеров ПАО "НПО «Сатурн» переименовано в ПАО «ОДК-Сатурн».
2019 год на базе ПАО «ОДК-Сатурн» было открыто крупнейшее в России производство лопаток турбин для газотурбинных двигателей.

## Структура
Общий объём производственных площадей составляет около 1 млн м².
В производстве задействовано более 12 тыс. единиц оборудования.
Численность персонала на 1 июня 2017 года — 12,5 тыс. человек.

#### Конструкторские бюро
- Опытно-конструкторское бюро — 1 (Рыбинск)
- Научно-технический центр (Санкт-Петербург)
- Инженерный центр (Пермь)

#### Производственные площадки
- Производственная площадка № 1 (Рыбинск)
- Опытный завод (Рыбинск)
- АО «Сатурн — Инструментальный Завод»
- АО «НИР» предприятие по производству режущего инструмента с наноструктурированным покрытием. Первый промышленный проект РОСНАНО (Рыбинск)
- Центр по изготовлению лопаток турбин для авиационных, морских и промышленных двигателей в г. Рыбинск (крупнейший в России, открыт в декабре 2019[5])

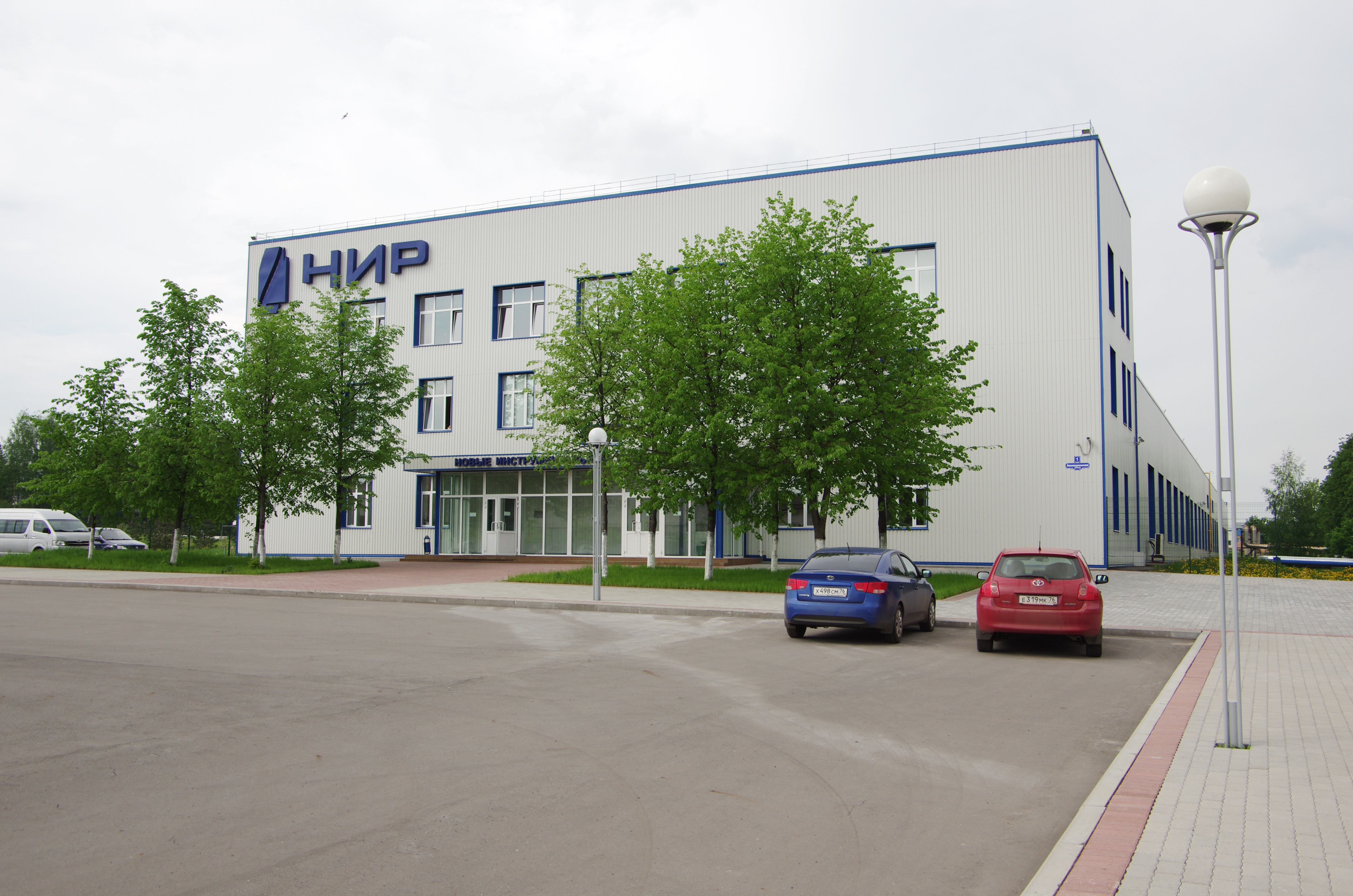
ЗАО «Новые инструментальные решения» г.Рыбинск
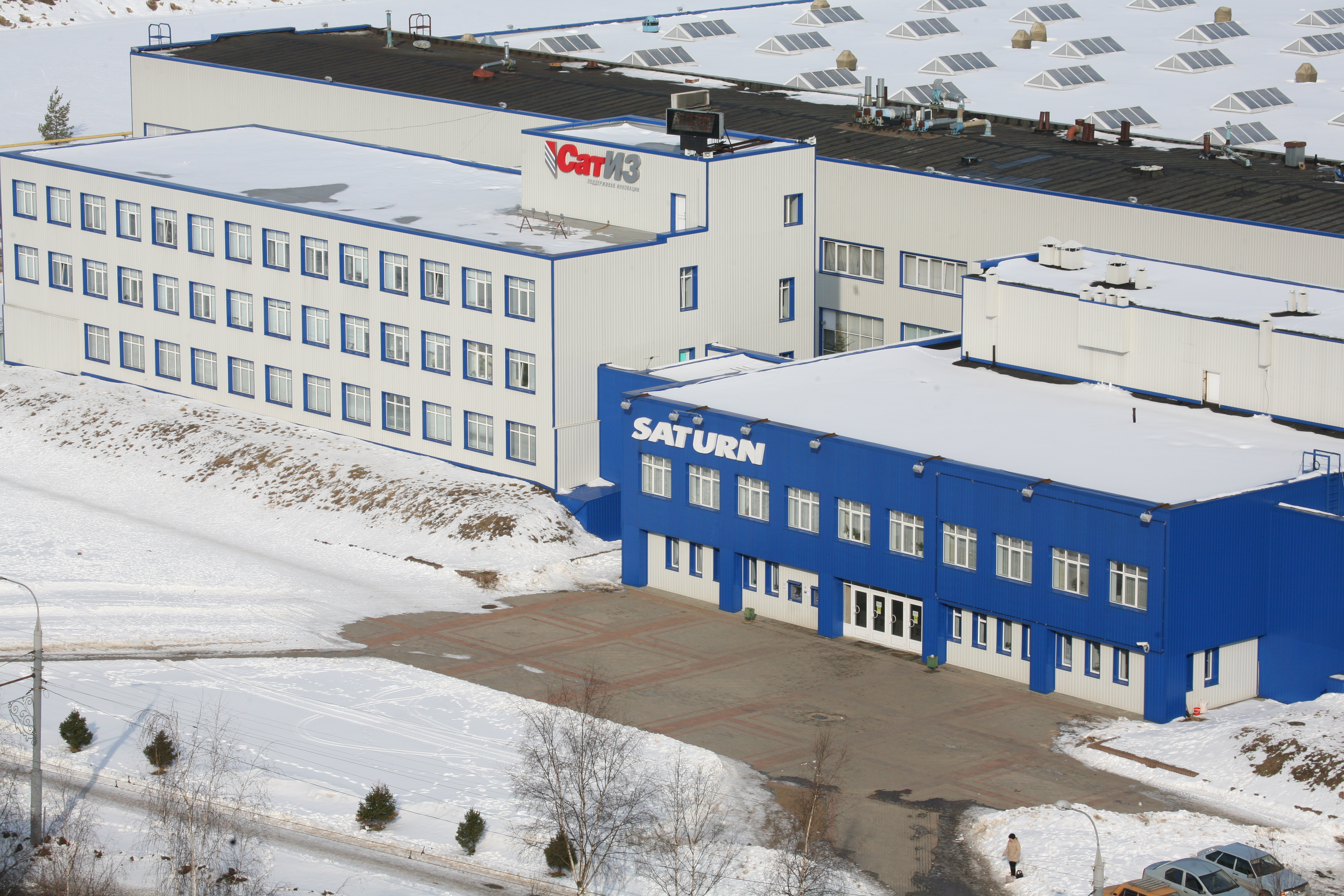
АО «Сатурн — Инструментальный Завод» г.Рыбинск

#### Совместные предприятияв рамках реализации международных программ

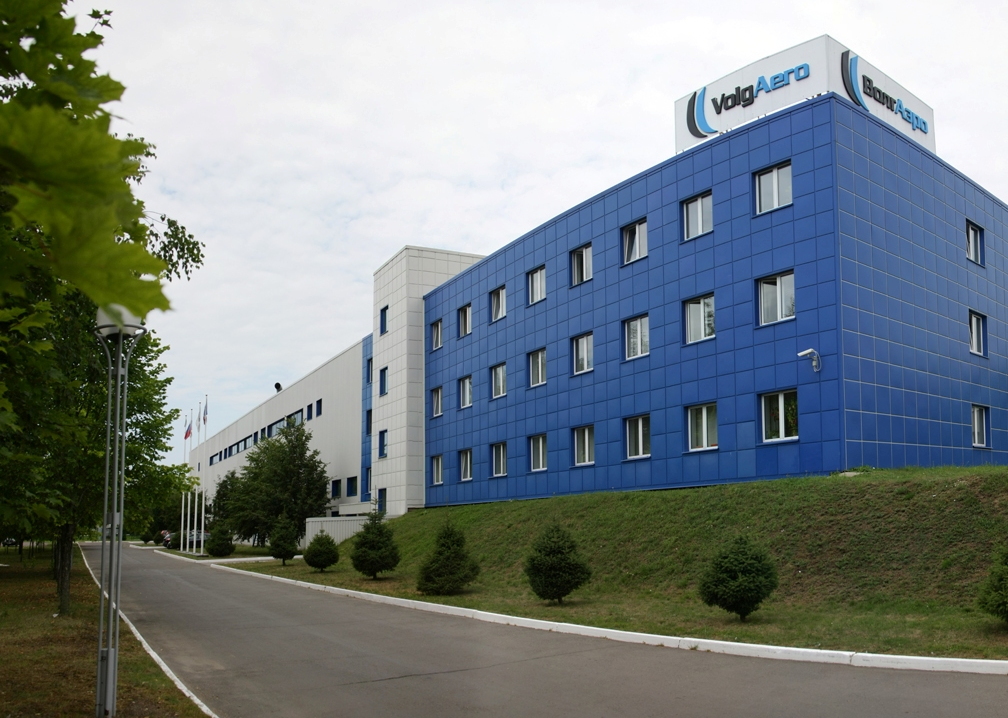
ЗАО «ВолгАэро» г. Рыбинск

- ЗАО «Смартек» (проектно-конструкторские работы)
- SA «PowerJet» (управление программой SaM146, Франция)
- ЗАО «ВолгАэро» (производство деталей и узлов двигателя SaM146)
- ЗАО «Полуево-Инвест» (испытание авиационных двигателей)
- ЗАО «РеМО» (ремонт и модернизация оборудования)

## Санкции
3 марта 2022 года, на фоне вторжения России на Украину, компания попала под блокирующие санкции США в качестве ответа на «преднамеренную, неспровоцированную войну России против Украины», отмечая что «предприятие проектирует, разрабатывает и производит оружие, которое путинские военные используют для нападения на Украину» В частности, компания производит двигатели для российских вооруженных сил, в том числе для военной авиации и фрегатов.  а также его структурные подразделения в Москве, Санкт-Петербурге и Омске. Ранее, в декабре 2020 года, компания попала под торговые экспортные ограничения: ОДК-Сатурн внесли в список предприятий, «конечным потребителем продукции которых являются военные» и чья деятельность «противоречит национальной безопасности или интересам США в международной политике».
10 марта 2022 года компания включена в санкционный список Канады «за роль в содействии или поддержке неспровоцированного и неоправданного вторжения президента Путина в Украину». Также Канада ввела санкции против управляющего директора компании Виктора Полякова. Ранее Виктор Поляков, как доверенный представитель кандидата в президенты РФ Владимира Путина, был внесён ФБК в список коррупционеров и разжигателей войны с предложением введения против него международных санкций. 1 апреля 2023 года компания попала под санкции Украины «в ответ на умышленное и неспровоцированное вторжение России в Украину».
По аналогичным основаниям кампания ОДК-Сатурн включена в санкционные списки всех стран Евросоюза, Швейцарии, Австралии, Новой Зеландии и Японии.

## Продукция

#### Двигатели для гражданской и транспортной авиации
| Турбореактивный двухконтурный двигатель Д-30КУ-154 | Д-30КУ/КП — семейство турбореактивных двухконтурных двигателей. Применение: Д-30КП и Д-30КП-2 — грузовые / транспортные самолеты семейства Ил-76/78. Д-30КУ и Д-30КУ-2 — дальне- / среднемагистральный пассажирский самолет Ил-62М. Д-30КУ-154 — среднемагистральный пассажирский самолет Ту-154М.                                       |
| Турбовентиляторный двигатель SaM146                | SaM146 — интегрированная силовая установка (включающая турбовентиляторный двигатель, мотогондолу с устройством реверса тяги, навесное оборудование). Применение: SaM146-1S17 — регионально-магистральный пассажирский самолет SSJ100-95B. SaM146-1S18 — регионально-магистральный пассажирский самолет SSJ100-95LR и бизнес-самолет SBJ. |
| Интегрированная двигательная установка ПД-14       | ПД-14 — интегрированная двигательная установка (включающая турбовентиляторный двигатель, устройство реверса тяги, мотогондолу, навесное оборудование). Применение: ПД-14 — узкофюзеляжный магистральный пассажирский самолет МС-21-300. ПД-14М — узкофюзеляжный магистральный пассажирский самолет МС-21-400.                            |
| Турбовинтовой двигатель ТВД-1500Б                  | ТВД-1500Б — турбовинтовой двигатель для самолетов местных воздушных линий. |
| Турбовальный двигатель РД-600В                     | РД-600B — турбовальный двигатель для средних многоцелевых вертолетов. |

#### Двигатели для учебно-тренировочных самолетов
| Турбореактивный двухконтурный двигатель | АЛ-55 двухконтурный турбореактивный двигатель для нового поколения учебно-тренировочных самолетов. |

#### Промышленные и морские газовые турбины
| Газовая турбина ДО49Р                   | ДО49Р — одновальная газовая турбина со встроенным соосным редуктором для привода электрогенераторов в составе газотурбинных теплоэлектростанций малой мощности (от 2.5 до 15 МВт и выше). Применение: Газотурбинные теплоэлектростанции ГТЭС-2.5/5.0/др. малой мощности (от 2.5 до 15 МВт и выше), предназначенные для выработки тепловой и электрической энергии в простом и когенерационном циклах. | Газотурбинная теплоэлектростанция ГТЭС-2.5x4  |
| Газовая турбина ГТД-6РМ                 | ГТД-6РМ и ГТД-8РМ — двухвальные газовые турбины для привода электрогенераторов в составе теплоэлектростанций малой и средней мощности (от 6 до 64 МВт и выше). Применение: Энергетические газотурбинные агрегаты ГТА-6/8РМ, применяемые в составе газотурбинных теплоэлектростанций ГТЭС-12/24/др. малой и средней мощности (от 6 до 64 МВт и выше), предназначенные для выработки тепловой и электрической энергии в простом, комбинированном и когенерационном циклах.                                                    | Газотурбинная теплоэлектростанция ГТЭС-12     |
| Газовая турбина ГТД-110М                | ГТД-110М — одновальная газовая турбина для привода электрогенераторов в составе газотурбинных энергетических и парогазовых установок большой мощности (от 115 до 495 МВт и выше). Применение: Энергетические и парогазовые установки ГТЭ-110М и ПГУ-165/325/495/др. большой мощности (от 115 до 495 МВт и выше), предназначенные для выработки тепловой и электрической энергии в простом, комбинированном и когенерационном циклах.                                                                                        | Газотурбинная теплоэлектростанция ПГУ 325_170 |
| Газовая турбина ГТД-4РМ                 | ГТД-4/6.3/10РМ — семейство газовых турбин для привода газовых компрессоров в составе газоперекачивающих агрегатов и электрогенераторов в составе теплоэлектростанций малой и средней мощности (от 4 до 80 МВт и выше). Применение: Газоперекачивающие агрегаты ГПА-4/6.3/10РМ, применяемые в составе компрессорных станций газотранспортных магистралей и подземного хранения газа суммарной мощности от 4 МВт и выше. | Газоперекачивающие агрегаты ГПА-4РМ           |
| Морской газотурбинный двигатель Е70/8РД | Е70/8РД — морской двухтопливный газотурбинный двигатель (ГТД) для применения в составе силовых установок судов, привода электрогенераторов и газовых компрессоров в составе морских и приморских промышленных объектов малой и средней мощности (от 8 МВт и выше). Применение: Газотурбинный электрогенератор СГТГ-8 электрической мощностью 8 МВт для применения в составе силовых установок широкого спектра судов, а также теплоэлектростанций промышленных и муниципальных объектов (в том числе морских и приморских). | Газотурбинный электрогенератор СГТГ-8         |